# 치스토폴

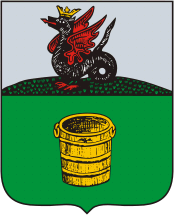
시 문장

치스토폴(러시아어: Чи́стополь, 타타르어: Çistay, 추바시어: Чистай)은 러시아 타타르 공화국 중부에 위치한 도시로, 인구는 63,029명(2002년 기준)이다. 카마 강 좌안과 접하며 카잔(타타르 공화국의 수도)에서 남동쪽으로 140km 정도 떨어진 곳에 위치한다. 1781년 시로 승격되었다. 1942년 설립되어 소련군 제식장비로 채택된 손목시계를 생산하던 보스톡 앰피비아 사(社)가 소재중이다. 현재에도 꾸준히 신제품을 내놓으며 활발히 경영활동을 이어나가는 중이다.